# Lara Jean Chorostecki
Lara Jean Chorostecki (n. Brampton, Ontario, 24 de septiembre de 1984) es una actriz canadiense, más conocida por haber interpretado a Fredricka Lounds en la serie Hannibal.

## Carrera
En 2009 se unió al elenco recurrente de la primera temporada de la serie The Listener, donde interpretó a Maya.
En 2011 se unió al elenco recurrente de la serie Camelot, donde interpretó a Bridget. En 2012 apareció en un episodio de la serie Beauty & the Beast, donde interpretó a Iris Sodkovic. Ese mismo año se unió al elenco de la serie Copper, donde interpretó a Sybil O'Brien hasta el final de la serie en 2013. En 2013 apareció como invitada en la serie Lost Girl, donde dio vida a Ianka. Ese mismo año se unió al elenco recurrente de la serie Hannibal, donde interpretó a la periodista Fredricka "Freddie" Lounds hasta la cancelación de la serie en 2015. En 2014 apareció como invitada en la serie Haven, donde interpretó a la fotógrafa Amy Potter. En 2015 Lara se unió al elenco de la serie X Company, donde interpretó a Krystina Breeland hasta el final de la serie en 2017.

## Filmografía

### Series de televisión
| Año             | Título                        | Personaje         | Notas                                       |
| --------------- | ----------------------------- | ----------------- | ------------------------------------------- |
| 2020            | The Expanse                   | Emily Babbage     | 3 Episodios                                 |
| 2016 - presente | Designated Survivor           | Beth MacLeish     | 8 episodios                                 |
| 2015 - 2017     | X Company                     | Krystina Breeland | 24 episodios                                |
| 2016            | American Gothic               | Molly             | episodio "Nighthawks"                       |
| 2016            | Houdini and Doyle             | Clara Reid        | episodio "Necromanteion" - miniserie        |
| 2015            | We Are Disorderly             | Hallie            | episodio "Our Dog"                          |
| 2013 - 2015     | Hannibal                      | Freddie Lounds    | 13 episodios                                |
| 2014            | Haven                         | Amy Potter        | 2 episodios                                 |
| 2013            | Lost Girl                     | Ianka             | episodio "Of All the Gin Joints"            |
| 2012 - 2013     | Copper                        | Sybil O'Brien     | 6 episodios                                 |
| 2012            | Beauty & the Beast            | Iris Sodkovic     | episodio "All In"                           |
| 2011            | Camelot                       | Bridget           | 7 episodios                                 |
| 2010            | Dan for Mayor                 | Charlie           | 13 episodios                                |
| 2010            | Republic of Doyle             | Emma              | episodio "The Return of the Grievous Angel" |
| 2009            | The Border                    | Kim Norton        | episodio "Dark Ride"                        |
| 2009            | The Listener                  | Maya              | 9 episodios                                 |
| 2007            | Degrassi: The Next Generation | Molly             | episodio "Free Fallin': Part 2"             |
| 2006            | 72 Hours: True Crime          | Pam Constable     | episodio "Dark Ride"                        |
| 2004            | Doc                           | Deena             | episodio "Breaking Away"                    |
| 2022            | Reacher                       | Molly Beth Gordon |                                             |

### Películas
| Año  | Título                      | Personaje | Notas |
| ---- | --------------------------- | --------- | --- |
| 2016 | The Masked Saint            | Michelle  | junto a Brett Granstaff, T.J. McGibbon, Diahann Carroll, Roddy Piper & James Preston Rogers                       |
| 2015 | Renaissance                 | Kris      | junto a Bobbie Phillips, Katie Boland, Nicole Stamp, Rogan Christopher & Andrew Pigott                            |
| 2013 | Please Kill Mr. Know It All | Sally     | junto a Jefferson Brown, Kristina Pesic, Cliff Saunders, Al Sapienza, Colin Mochrie, Tom Wilson & Billy MacLellan |
| 2012 | Antiviral                   | Michelle  | junto a Caleb Landry Jones, Sarah Gadon, Lisa Berry, Douglas Smith & Nenna Abuwa                                  |

### Productora
| Año  | Título      | Notas               |
| ---- | ----------- | ------------------- |
| 2015 | Renaissance | productora asociada |

### Teatro
| Año | Obra                      | Personaje   | Notas |
| --- | ------------------------- | ----------- | ----- |
| -   | The Swanne                | Drina       | -     |
| -   | Quiet in the Land         | Katie       | -     |
| -   | Romeo and Juliet          | Juliet      | -     |
| -   | Twelfth Night             | Olivia      | -     |
| -   | The Secret Garden         | Mary Lennox | -     |
| -   | A Boy Called Newfoundland | Arley-Rose  | -     |

## Premios y nominaciones
| Año  | Categoría                           | Premio                | Película                    | Resultado |
| ---- | ----------------------------------- | --------------------- | --------------------------- | --------- |
| 2013 | Best Performance by a Female - Film | Canadian Comedy Award | Please Kill Mr. Know It All | Nominada  |